# Turcifal
Turcifal es una freguesia portuguesa del concelho de Torres Vedras, con 24,51 km² de superficie y 3.008 habitantes (2001). Su densidad de población es de 122,7 hab/km².